# Orestes (prefecte)
Orestes (en llatí Orestes, en grec antic Όρέστης) va ser prefecte de la diòcesi d'Egipte durant el desè consolat de Flavi Honori (segle v) i durant el període en què Ciril I d'Alexandria era el Patriarca d'Alexandria.
Durant el seu mandat Alexandria era un lloc propens als avalots religiosos: Els novacians havien estat expulsats de la ciutat pel mateix Ciril; hi havia hagut una ofensa dels jueus contra els cristians els quals respongueren demolint les sinagogues i expulsant-los de la ciutat.
Aquests fets desagradaren a Orestes que s'adonava de l'autoritat i poder del bisbe era potent. Un dia, quan Orestes anava en un carruatge obert, es va veure envoltat a l'instant per mig miler de monjos, que havien sortit dels seus monestirs de Nítria per la renyina del seu bisbe. El perseguiren ferotgement, el feriren amb pedres, i sens dubte l'haurien matat, si el poble no hagués refrenat la seva fúria fins que els seus guàrdies el pogueren defensar. Ammoni, un d'aquests monjos, va ser després capturat per ordre d'Orestes, i fou torturat al poltre i mort amb aquest instrument. Ciril el canonitzà immediatament.
També en aquell temps hi havia a Alexandria una filòsofa pagana, anomenada Hipàcia, de gran fama, de manera que gent d'arreu anava a veure-la per a demanar-li consell. Orestes la veia sovint, cosa que va fer que els cristians imaginessin, que ella era la que va inspirar al governador la seva aversió cap al seu bisbe. Aquesta sospita va obrar tan fortament sobre alguns fanàtics, que un dia una turma encapçalada per un lector anomenat Pere, assaltaren a Hipàcia quan tornava a casa, l'arrossegaren violentament pels carrers, i la mataren, n'esquarteraren el cadàver i el llançaren a les flames. Segons Damasci l'instigador fou el mateix bisbe Ciril, tot i que alguns autors desacrediten aquest punt, ja que Damasci era pagà.
Aquest assassinat polític eliminà una partidària important i poderosa del Prefecte Imperial, i va portar a Orestes a abandonar la seva lluita contra el Patriarca Ciril i sortir d'Alexandria.